# Stanley Schachter
Stanley Schachter (Queens, 15 d'abril de 1922- East Hampton, 7 de juny de 1997) va ser un psicòleg estatunidenc famós per la seva teoria del doble origen de l'emoció, que sorgeix de la suma d'un estímul físic i la cognició o interpretació que el subjecte fa d'aquella sensació que experimenta. A més a més, cada persona aprèn a interpretar els estímuls d'una manera determinada, per la qual cosa reforça un tipus d'emocions, atorgant un sentit a determinades percepcions. Lligat a la Universitat de Michigan, on es va doctorar el 1945, també va investigar sobre les addicions i les sectes. Una enquesta de Review of General Psychology, publicada el 2002, va classificar Schachter com el setè psicòleg més citat del segle XX.

## Biografia

### Primera vida i educació
Schachter va néixer a Flushing, Nova York, fill d'Anna (Fruchter) i Nathan Schachter. Els seus pares eren tots dos jueus romanesos, el seu pare de Vasilău, un petit poble de Bucovina, i la seva mare de Rădăuți. De jove, Schachter va estudiar inicialment història de l'art a la Universitat Yale. Va obtenir la seva llicenciatura el 1942, i va continuar el seu Màster en Psicologia, també a Yale, on va ser influenciat per Clark Hull. Després d'aconseguir el seu màster el 1944, Schachter es va unir a les Forces Armades dels Estats Units, on va servir fins al 1946. Durant els seus dos anys a les Forces Armades, Schachter va assolir el grau de sergent. Va treballar a la Divisió de Biofísica del Laboratori d'Aeromedicina de Wright Field a Riverside, Ohio, estudiant els problemes visuals experimentats pels pilots en vol.
El 1946, després del seu mandat a les forces armades, Schachter va anar al Massachusetts Institute of Technology (MIT) per treballar amb el psicòleg social alemany Kurt Lewin, al seu Centre de Recerca per a Group Dynamics, estudiant temes socials. Malauradament, Lewin va morir el 1947, molt poc després de l'arribada de Schachter a Cambridge, Massachusetts. Un estudiant de doctorat sènior, Leon Festinger, va assumir el càrrec de supervisor de Schachter, i la parella es va convertir en amics molt íntims de tota la vida. Quan Festinger es va traslladar a l'Institut d'Investigació Social de la Universitat de Michigan el 1948, Schachter va seguir. Aquí va ser on Schachter va obtenir el seu Ph.D. l'any 1949, sota el supervisor Festinger, escrivint la seva tesi sobre com l'opinió dels individus amb opinions diferents que treballaven en petits grups acabava coincidint amb la majoria.

### Primera carrera (Universitat de Minnesota 1949–1961)
La impressionant tesi del nou doctor en psicologia li va valer una feina el 1949 al Laboratori de Recerca en Relacions Socials de la Universitat de Minnesota. Va començar com a professor ajudant, però Schachter aviat es va convertir en professor associat el 1954 i després va obtenir el títol de professor titular el 1958, en gran part gràcies a la seva àmplia recerca i escriptura. Durant la primera dècada de la seva carrera en psicologia, Schachter va ser autor o coautor de cinc llibres, quatre dels quals (Social Pressures in Informal Groups (1950), Theory and Experiment in Social Communication (1950) When Prophecy Fails(1956), escrit amb Festinger i Henry Riecken, on es descriu el que va passar amb els grups mil·lenaris després de la data prevista per a la fi del món, i La psicologia de l'afiliació (1959).) són encara molt influents. A més dels llibres, durant la dècada de 1950, Schachter també va escriure nombrosos articles sobre temes com la transmissió de rumors, la cohesió de grup i la persuasió.
Aquest treball va fer guanyar a Schachter diversos honors i premis durant el seu temps a la Universitat de Minnesota. El 1952, Schachter va rebre una Beca Fulbright. Llavors, el 1959, cap al final de la seva estada a Minnesota, Schachter va rebre tant el premi Socio-Psicològic de l'American Association for the Advancement of Science (AAAS) com el premi AAAS Prize for Behavioral Science Research de l'any 1959. Aquell any, Schachter també va guanyar el primer dels seus diversos premis de la Fundació General Electric, que va continuar guanyant cada any fins al 1962.

### Carrera posterior (Universitat de Colúmbia 1961–1992)
Després de 12 anys a la Universitat de Minnesota, Scachter es va incorporar a la facultat de la Columbia University (NY) com a professor de psicologia el 1961, on va romandre fins al final de la seva carrera. El seu treball a la dècada de 1960 es va centrar en com els processos d'atribució influeixen en les persones en diversos aspectes tant de la vida social com de l'autopercepció, amb estudis sobre temes com ara l'ordre de naixement, la conducta criminal, la percepció del dolor i l'obesitat. Gràcies a estudis com aquests, va ser nomenat Robert Johnston Niven Professor de Psicologia Social el 1966. Schachter va continuar obtenint honors durant els dos anys següents, convertint-se en membre de la Guggenheim Foundation el 1967 i guanyant el American Psychological Association Premi per a contribucions científiques distingides el 1968.
Durant la dècada de 1970, la investigació de Schachter va tornar a centrar-se, aquesta vegada cap al tabac-tabaquisme i la nicotina. La seva investigació sobre aquest tema va demostrar que la nicotina era una substància altament addictiva i va produir efectes abstinència en aquells que intentaven deixar de fumar durant quinze anys abans que la indústria del tabac admetés públicament aquestes coses.
El 1983, els amplis i innovadors estudis de recerca de Schachter li van fer guanyar un lloc a l'Acadèmia Nacional de Ciències. I un any més tard, va rebre el Premi al Científic Distingit de la Society of Experimental Social Psychology. Però sent un home de gran curiositat, Schachter no va deixar de fer recerca després d'obtenir aquests honors. A mitjan dècada de 1980 i principis de la dècada de 1990, la seva investigació va tornar a canviar el focus, aquesta vegada cap a temes com el mercat de valors i els problemes de la parla.

### Jubilació i mort (1992–1997)
Als 70 anys, Schachter va decidir que era hora d'acabar la seva carrera de 31 anys a la Universitat de Colúmbia i es va retirar el 1992 amb una designació emèrita. Cinc anys més tard, Schachter va morir el 7 de juny de 1997 a casa seva a East Hampton, Nova York. Li sobreviuen la seva dona Sophia (née Duckworth) i Elijah, el seu únic fill (n. 1969). A més d'aquests dos membres de la família, Schachter va deixar enrere un llegat. d'estudiants de psicologia molt distingits i influents, com ara Bibb Latané, Richard Nisbett, Lee Ross, Jerome Singer, Stewart Valins, Patricia Pliner, Judith Rodin i Ladd Wheeler. Els seus articles estan arxivats a la Biblioteca Històrica Bentley de la Universitat de Michigan.

## Contribucions a la psicologia

### Principals publicacions i troballes

#### Desviació, rebuig i comunicació (1951)
Schachter va realitzar un experiment que va provar les pressions socials que una persona pot sentir per adaptar-se a la cohesió, coincidir amb les opinions del grup i la importància d'altres membres del grup. Schachter va reconèixer la importància de la comunicació i el rebuig entre un grup i va coordinar aquestes variables juntament amb els constructes de l'experiment. Els resultats dels experiments de Schachter són components clau per estudiar la comunicació interpersonal i la dinàmica de grup.
Ordre de naixement, eminència i educació superior (1963)
Schachter també estava interessat en la investigació que involucrava les idees originals de Francis Galton sobre l'eminència i l'ordre de naixement. Es creia que aquells que eren més eminents, inventius, productius o genis eren els primogènits o els únics fills de la família. La investigació de Schachter va concloure que aquestes dades són només una idea perquè totes les investigacions anteriors involucren una població universitària com a mostra experimental. Ell indica que les mostres universitàries, per moltes raons, estan massa poblades de primogènits familiars.

#### Obesitat i alimentació (1968)
Schachter va realitzar molts experiments que van provar els senyals interns i externs de la fam en persones obeses. Un experiment descrit en aquesta publicació estava relacionat amb l'estrès. Aquest experiment va involucrar dues variables independents; i plenitud. Per manipular l'estrès, es va dur a terme una manipulació de xoc dolorosa o no dolorosa en individus obesos i no obesos. Es va informar els participants d'un estudi secundari que es duria a terme sobre les galetes salades per tastar el sabor. La variable dependent de l'experiment va ser la quantitat de galetes salades consumides. Schachter va concloure basant-se en les seves troballes que hi ha respostes fisiològiques (senyals interns) que li diuen que no mengi quan està estressat. A l'estudi, les persones no obeses van menjar menys quan estaven estressades. Això es va comparar amb individus obesos que tendeixen a ser menys sensibles a aquests senyals interns i més sensibles a senyals externs com a anuncis de menjar i períodes dedicats a menjar.

#### Regulació de la nicotina en fumadors empedreïts i lleus (1977)
Schachter va realitzar una investigació sobre la regulació de la ingesta de nicotina entre diferents tipus de fumadors. Va provar la seva hipòtesi que els fumadors efectivament regulen el seu consum de nicotina. Els resultats van mostrar que els fumadors empedreïts a llarg termini de fet van regular el consum de nicotina fumant més cigarrets amb baix contingut de nicotina. Els fumadors lleus a llarg termini no van regular el seu consum de nicotina de manera constant.

### Teories

#### Teoria de l'emoció
Schachter juntament amb Jerome Singer van idear la teoria de l'emoció de dos factors. Aquesta teoria postula que l'emoció es basa en dos factors, etiquetes cognitives i excitació fisiològica. Quan una persona sent una emoció, es produeix una excitació fisiològica i la persona busca a l'entorn pistes sobre com etiquetar l'excitació fisiològica. També proposen dues condicions que poden passar quan una persona està en un estat d'excitació: quan hi ha una explicació i quan l'individu no té una explicació per excitar-la. Sota la primera condició, un individu farà servir aquesta explicació i tot estarà bé. En la segona condició, l'individu etiquetarà la seva excitació basant-se en estímuls externs i interns.
Una peça important d'aquesta teoria és la mala atribució de l'excitació. Si el cervell no està segur de per què sent una emoció, utilitzareu estímuls externs com a pistes per etiquetar l'emoció que esteu sentint. L'estudi de l'atracció de Dutton i Aronen situacions que provoquen por indica que l'entorn pot conduir a una mala atribució de l'excitació fisiològica. Van col·locar una entrevistadora atractiva al costat oposat d'un pont penjat que despertava la por i un pont penjat que no despertava la por. Després de creuar els ponts, es va demanar als subjectes que completessin una enquesta i se'ls va assignar un número per trucar si tenien més preguntes. Els resultats van ser que aquells que havien creuat el pont que feia por tenien més probabilitats de trucar a l'entrevistador per demanar una cita que aquells que havien creuat el pont que no feia por. L'explicació d'aquests resultats va ser que els subjectes havien atribuït erròniament la seva excitació des del pont als seus sentiments cap a l'entrevistadora, fent-la semblar més atractiva.

#### Teoria sobre l'obesitat
Schachter va proposar que els individus obesos són hipersensibles als estímuls externs, tant relacionats amb els aliments com no relacionats amb els aliments. Schachter va descobrir que diversos factors condueixen a diferències en les respostes entre individus obesos i individus normals. Les persones obeses menjaran més que les persones normals quan el menjar és fàcil d'aconseguir, però menjaran menys que les persones normals quan el menjar sigui més difícil d'aconseguir. Una major quantitat de menjar visible es correlaciona amb una disminució en la quantitat de sandvitxos que mengen les persones normals, però amb un augment en la quantitat que mengen les persones obeses. El gust també va provocar variacions en la quantitat consumida. Si bé ambdós grups van consumir menys menjar de mal sabor que menjar de bon sabor, els individus obesos van tenir una diferència més gran; van menjar més aliments de bon sabor i menys aliments de mal sabor que les persones normals.

## Obres

### Llibres
- Schachter, S (1950) With L. Festinger and K. Back. Social Pressures in Informal Groups. New York: Harpers.
- Schachter, S (1956) With L. Festinger and H. Riecken. When Prophecy Fails. Minneapolis: University of Minnesota Press.
- Schachter, S (1959) The Psychology of Affiliation. Stanford: Stanford University Press.
- Schachter, S (1971). Emotion, Obesity and Crime. New York: Academic.
- Schachter, S & Rodin, J. (1974). Obese Humans and Rats. Hillsdale, NJ.: Erlbaum.

### Publicacions
- Schachter, S. (1951) Deviation, rejection and communication.J. Abnorm. Soc. Psychol. 46:190-207.
- Schachter, S. (1962) With J. Singer. Cognitive, social and physiological determinants of emotional state. Psychol. Rev. 69:379-99.
- Schachter, S. (1963) Birth order, eminence and higher education. Am. Sociol. Rev. 28:757-68.
- Schachter, S. (1968). Obesity and eating. Science 161:751-56.
- Schachter, S. (1971). Some extraordinary facts about obese humans and rats. Am. Psychol. 26:129-44.
- Schachter, S. (1977). Nicotine regulation in heavy and light smokers. J. Exp. Psychol. 106:5-12.
- Schachter, S. (1978). Pharmacological and psychological determinants of cigarette smoking. Ann. Intern. Med. 88:104-14.
- Schachter, S. (1982). Recidivism and self-cure of smoking and obesity. Am. Psychol. 37:436-44.
- Schachter, S. (1991) With N. J. S. Christenfeld, B. Ravina, and F. R. Bilous. Speech disfluency and the structure of knowledge. J. Pers. Soc. Psychol. 60:362-67.